# Vijfvlek-sint-jansvlinder
De vijfvlek-sint-jansvlinder  (Zygaena trifolii) is een dagactieve nachtvlinder uit de familie Zygaenidae, de Bloeddrupjes. 

## Verspreiding en leefgebied
De vlinder komt voor in Noord-Afrika, Europa en westelijk Azië en is in Nederland en België zeldzaam maar wel verspreid over het hele gebied, alleen in Zeeuws-Vlaanderen is hij op een aantal plaatsen algemeen. Hij heeft als leefgebied matig vochtige zandgrond. In Zeeuws-Vlaanderen wordt door bermbeheer geprobeerd de soort in stand te houden, hij is erg gevoelig voor maaien op het verkeerde moment. De vliegtijd is van half juni tot en met begin augustus.

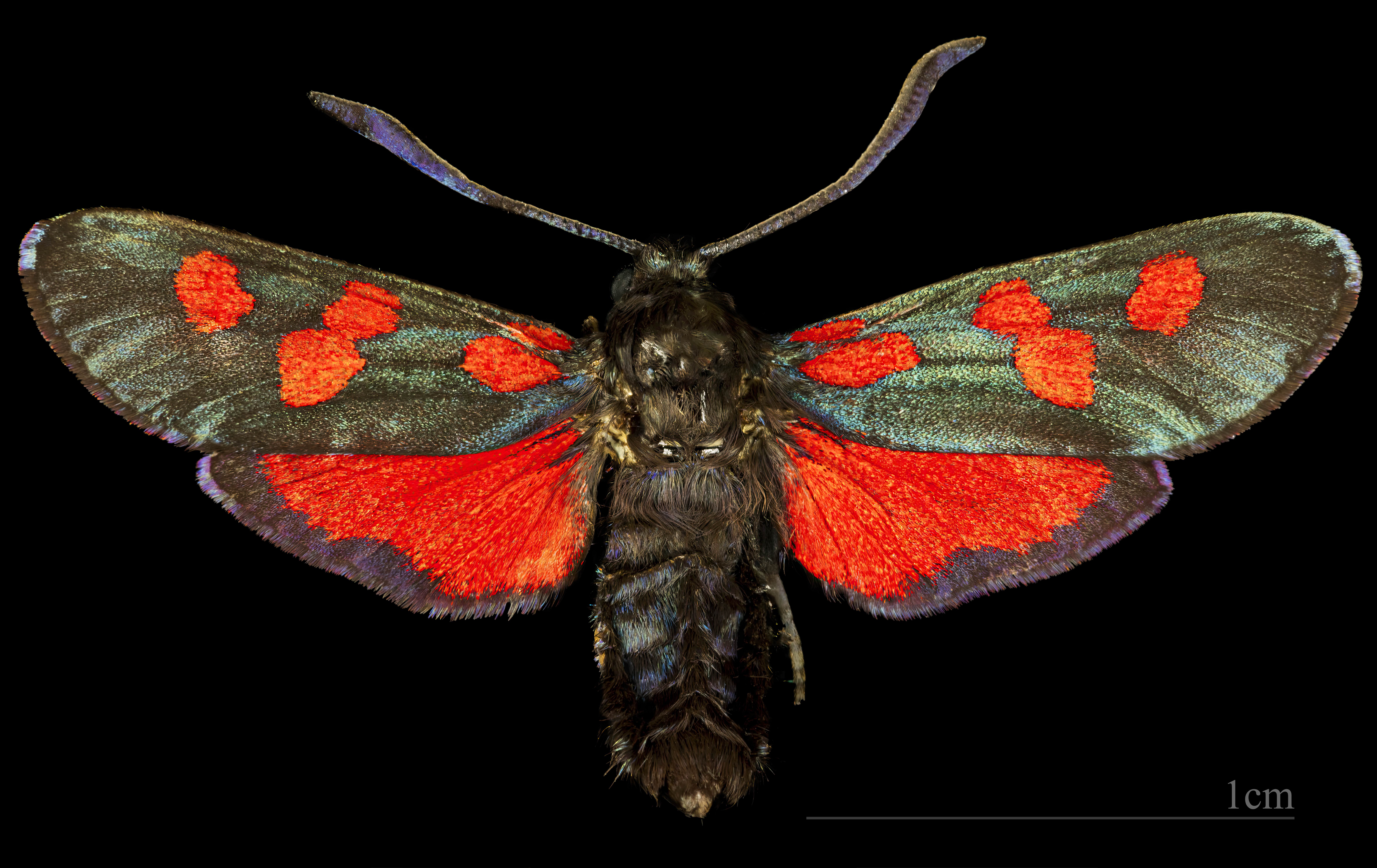
♂
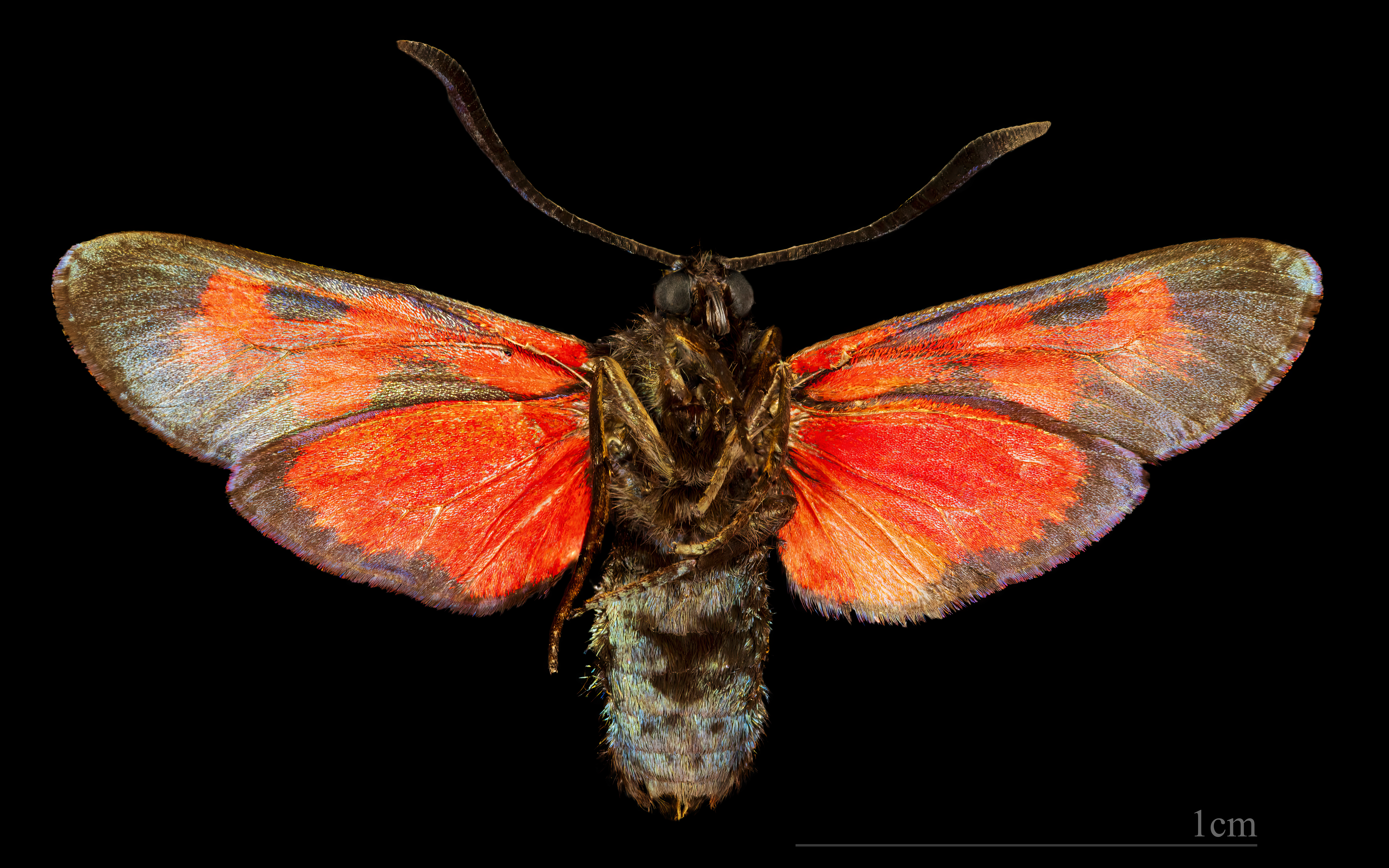
♂ △
♀
♀ △

## De rups en zijn waardplanten
De waardplanten zijn gewone rolklaver en andere vlinderbloemigen. De vijfvlek-sint-jansvlinder overwintert als rups, soms twee keer. De poppen van deze soort hangen vrij laag verborgen in de vegetatie.